# ノコギリガザミ
ノコギリガザミ（鋸蝤蛑）は、十脚目（エビ目）ワタリガニ科ノコギリガザミ属 Scylla に属するカニの総称である。日本南部を含むインド太平洋の熱帯・亜熱帯域に広く分布する大型の沿岸性カニであり、中華圏や東南アジアでは非常に重要な食用種として知られている。

## 名称
ノコギリガザミという和名は、甲の縁に鋸の歯のような突起がついていることに由来する。日本では地域により胴満蟹（ドウマンガニ）、甲丸、エガニ（高知県）などと呼ばれる。英語ではマッドクラブ（mud crab, 泥蟹の意）、マングローブクラブ（mangrove crab）などと呼ばれる。
日本にはアミメノコギリガザミ（網目鋸蝤蛑、S. serrata）、アカテノコギリガザミ（赤手鋸蝤蛑、S. olivacea）、トゲノコギリガザミ（棘鋸蝤蛑、S. paramamosain）の3種類が分布するが、3種間の差異は小さいこともあり、「ノコギリガザミ」S. serrata 1種として長い間扱われてきた。
中国、台湾、香港、マレーシアといった中華圏では、紅蟳や青蟹、鋸緣青蟹と漢字表記されている。

## 特徴

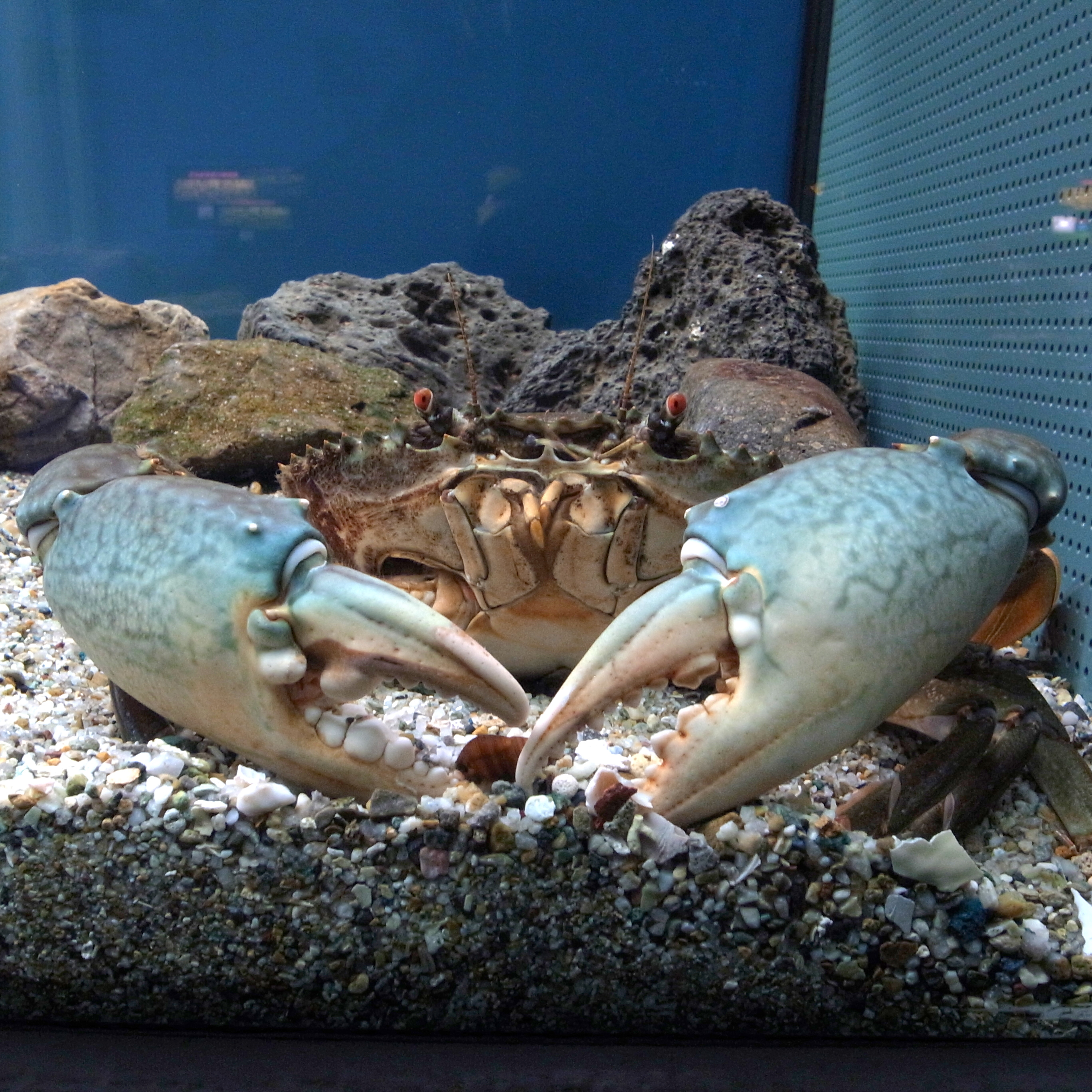
アミメノコギリガザミの鋏脚

甲長130ミリメートル・甲幅200ミリメートルに達する大型のカニである。甲はイチョウの葉に似た形の輪郭を持ち、成体では厚みがある。鋸の歯状の鋭い突起が、甲の額に6歯、眼から甲の両側縁に各9歯付く。体表は平滑で鈍い光沢がある。生体の体色は背面が褐色、腹面が黄白色-明褐色をしている。
鋏脚は巨大だが左右で大きさが違い、比較的小さく細い鋏と大きく太い鋏がつく。餌の貝類を捕食する際に小さい鋏で掴み、大きい鋏で殻を砕く。このため、大きい鋏の噛み合わせには臼歯を思わせるような丸い歯が並んでいる。鋏脚の力は強大で、乾電池を潰してしまうほどである。第5歩脚（最も後ろの歩脚）は、ガザミやイシガニなど他のワタリガニ類と同様に平たい遊泳脚に変化している。

### 生態
アフリカ東海岸、オーストラリア、ハワイ、日本などインド太平洋の熱帯・亜熱帯域に広く分布する。日本では房総半島以南の暖流に面した地域に分布し、特に南西諸島に多い。
波の静かな内湾や、河口の汽水域などに生息する。マングローブの根元や砂泥干潟、転石帯に大きな巣穴を掘る。英名は、泥地やマングローブに多く生息することに由来する。昼には巣穴に潜んでいるが夜には巣穴から出て活動し、満ち潮に乗って波打ち際付近で餌を採る。縄張り意識が強く、特にオス同士が鉢合わせると喧嘩をする。戦いの時などに失った鋏や脚は、数回の脱皮を繰り返すうちに再生する。

## 種類
日本には南日本に3種が分布する。ただしこれらは一部の研究を除いて混同され、長年同一種として扱われていたため、分布域の差異など詳細な研究は現在進行中である。種間の差異は小さいが、額中央の4歯などに現れる。
アミメノコギリガザミ（網目鋸蝤蛑）Scylla serrata (Forsskål,1775) Orange Mud Crab
額中央の4歯は長く尖り、二等辺三角形に例えられる。鋏脚や歩脚に黒い網目模様があり、和名はここに由来する。腹面は白っぽいが、メスの腹部は脚と同様に淡緑褐色の地に黒い網目模様が出る。
西太平洋からインド洋の、南アフリカ、紅海、オーストラリア、フィリピン、太平洋諸島（フィジー、ソロモン諸島、ニューカレドニア、西サモア）、台湾、日本の沿岸に生息する。
アカテノコギリガザミ（赤手鋸蝤蛑）S. olivacea (Herbst,1796) Indo-Pacific Swamp Crab
額中央の4歯は低い半円か三角形で、幼体ではさらに低い。腹面は白っぽいが鋏脚の下面は赤く、和名はここに由来する。網目模様はない。
西太平洋、南シナ海からインド洋の、オーストラリア西部、ベトナム、タイ、マレーシア、シンガポール、フィリピン、東ティモール、パキスタン沿岸に生息する。
トゲノコギリガザミ（棘鋸蝤蛑） S. paramamosain (Estampador,1949) Green Mud Crab
額中央の4歯は高さと幅が同じくらいで、正三角形に例えられる。腹面は全体的に赤っぽい。第4・5歩脚だけに網目模様が現れるが、他の歩脚に網目模様が出ることもある。
南シナ海からジャワ海にかけての中国、台湾、香港、日本の南西諸島、ベトナム、カンボジア、シンガポール、マレーシアのカリマンタン、インドネシアのジャワ島沿岸に生息する。
Scylla tranquebarica (Fabricius, 1798)

## 利用と食用
生息地周辺では重要な食用種として漁獲されている。漁獲が少ない地域で大型個体が漁獲されると新聞沙汰になることもある。日本では浜名湖（静岡県）、土佐湾（高知県）、南西諸島などの沿岸で、ノコギリガザミ類を狙った刺し網や籠漁が行われる。夜間に照明で浅海域を照らしながらタモ網で採捕する単純な漁法でも漁獲できる。パラオでは槍（ピスカン）を投げて仕留める漁法もある。
鋏脚の力が強いので生体の取り扱いには注意が必要で、一般的には鋏脚を縛り上げて固定された状態で流通する。空気中でも鰓に水分が残っていれば生きられるので、ある程度の湿度を保持できれば数日ほど生かしておける。味は濃厚で、美味なカニの一つにも挙げられる。
中国の広東省・福建省や、台湾、ベトナム、タイ王国、マレーシア、シンガポールでは、ノコギリガザミは非常に重要な食材とされており、それを使った料理は極めて多い。
中華圏や東南アジア諸国では、カワニナ、ウミニナ、カキ、豆粕などを餌に養殖が行われており、一般的な食材となっている。日本でも伊良部島（沖縄県）ではベニツケモドキやタイワンガザミとともにアミメノコギリガザミの養殖（畜養）が行われており、それをマングローブのある入り江に放してカニ漁を体験できる観光ツアーも実施されている。
料理法は様々で、日本では茹でたり味噌汁などの具にしたりするほか、天ぷらなどの材料にもなる。中国、台湾、香港では殻を割り、脚を切った状態でネギ、生姜、豆豉などと炒めたり蒸したりして食べることが多い。広東料理では一般的な高級食材である。マカオ料理では殻ごとカレーにするカリーハイがあり、タイ料理でも鶏卵とともに辛い味付けでカレー風にするプー・パッ・ポン・カリーがある。シンガポール料理には、殻ごとチリソースで炒めてエビチリ風に仕上げるチリクラブがある。

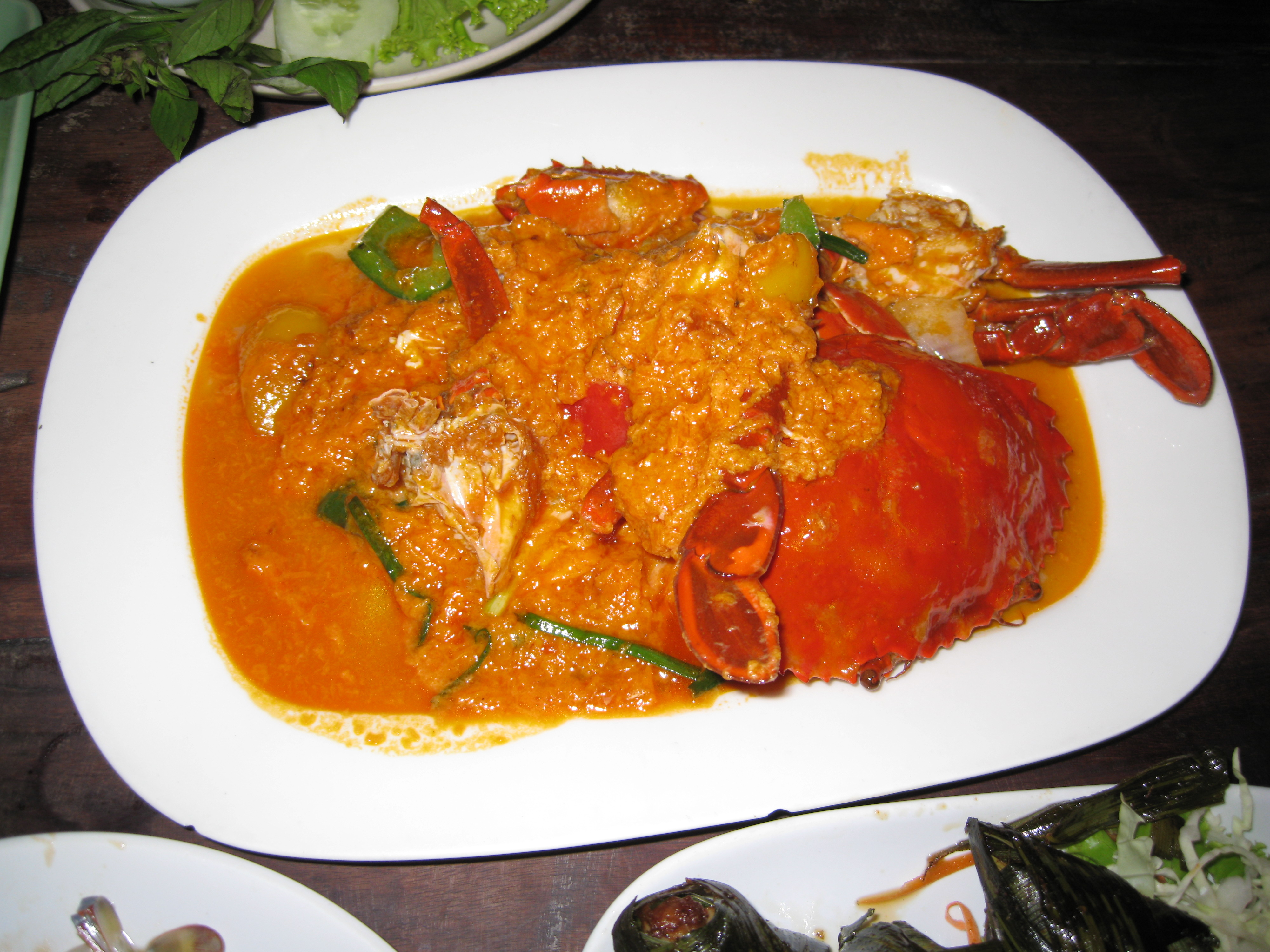
タイ料理のプー・パッポン・カリー
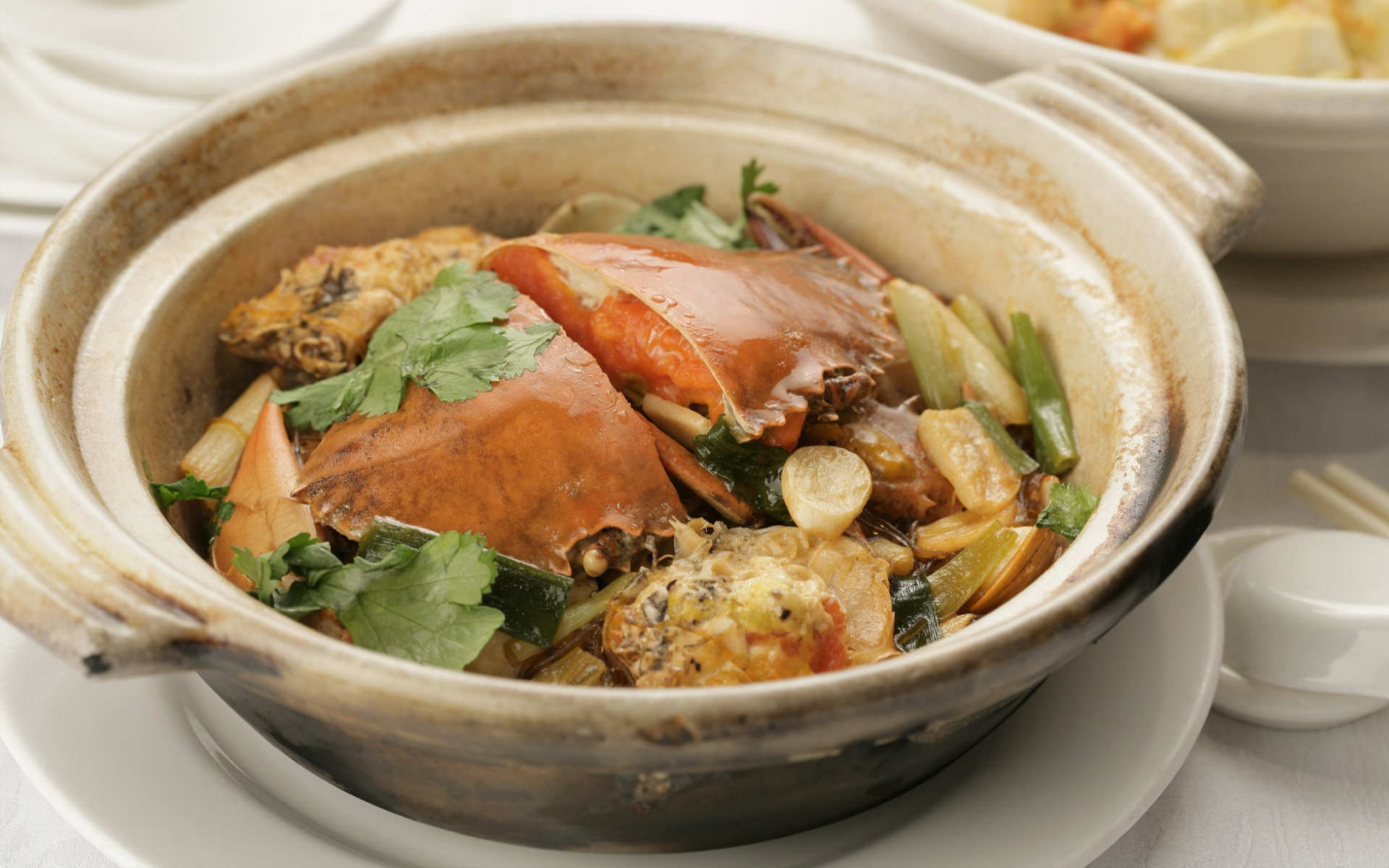
タイ料理のカニ鍋
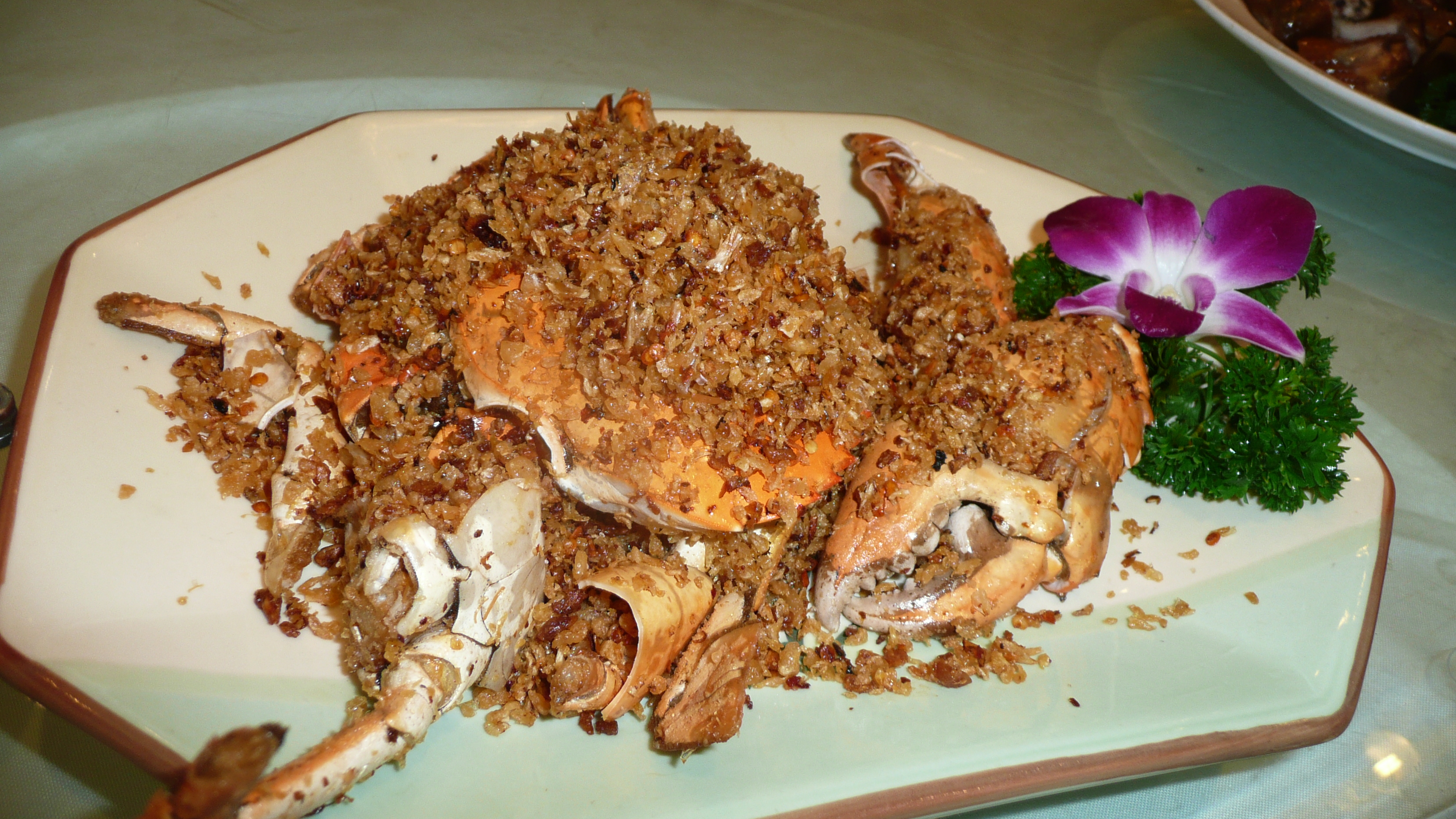
中国の広東料理のカニ揚げ
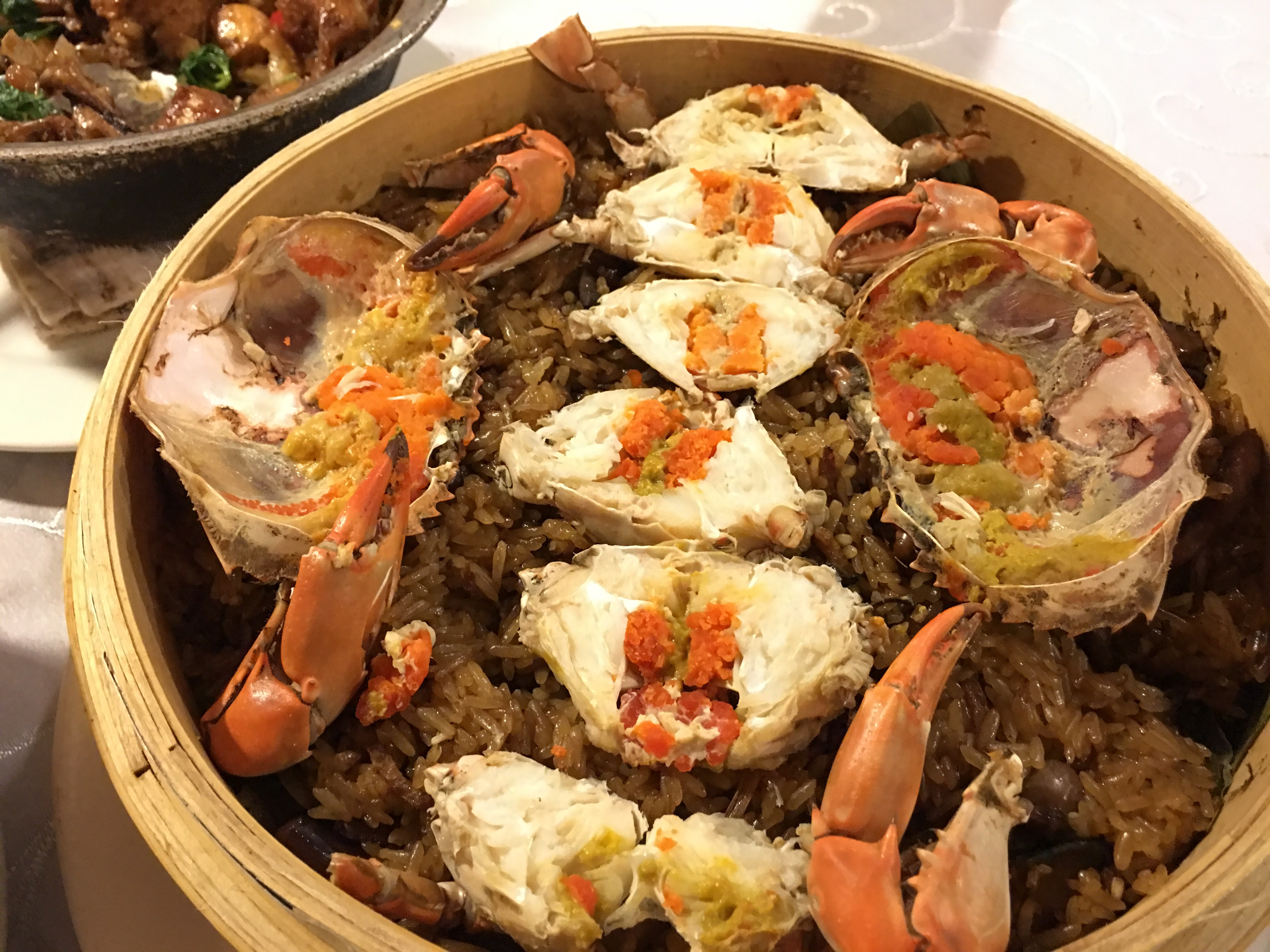
台湾料理のカニともち米の蒸しご飯（１）
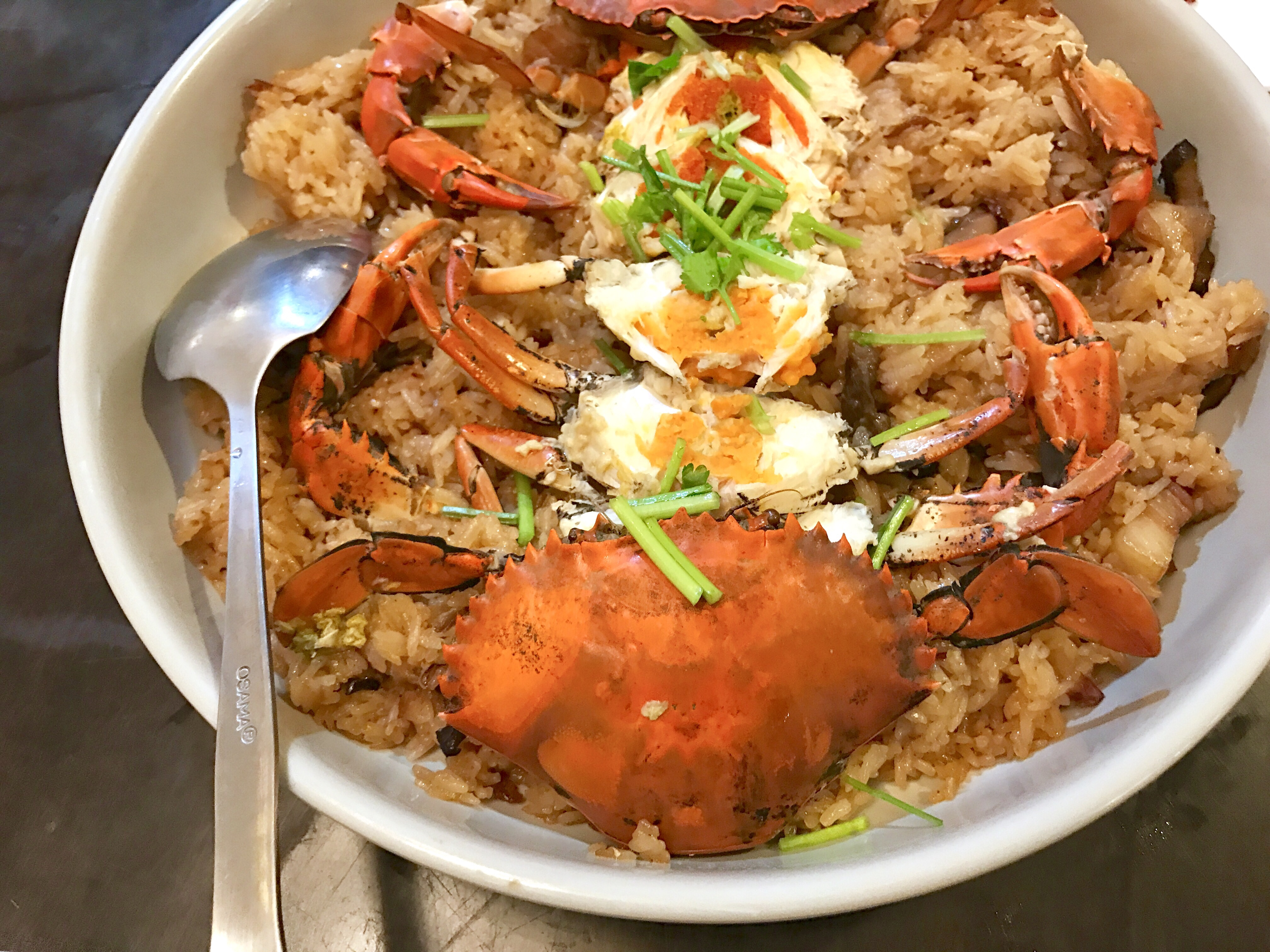
台湾料理のカニともち米の蒸しご飯（２）
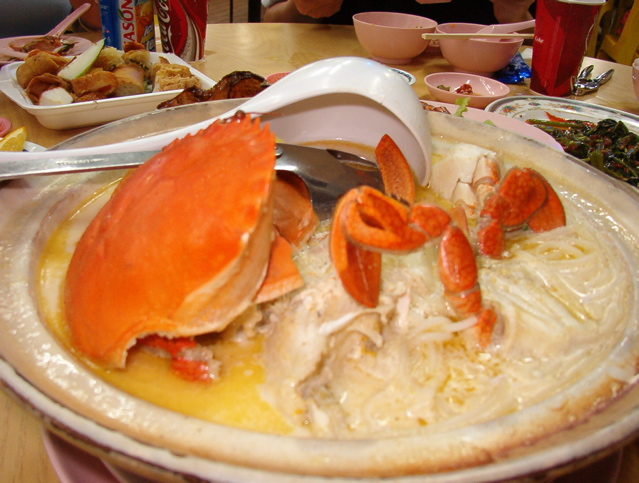
シンガポール料理のカニと春雨の鍋
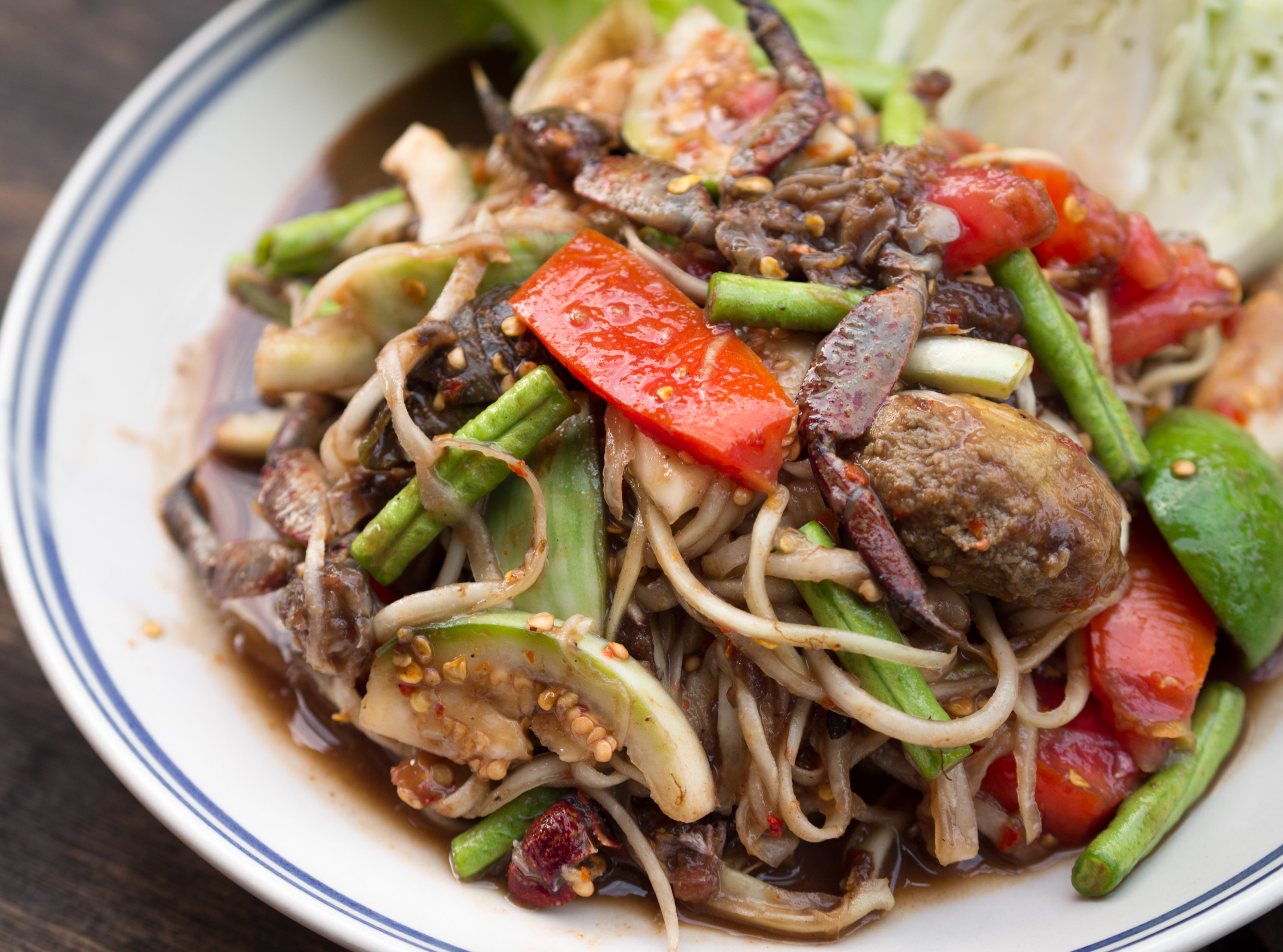
ラオス料理のカニと野菜の炒め

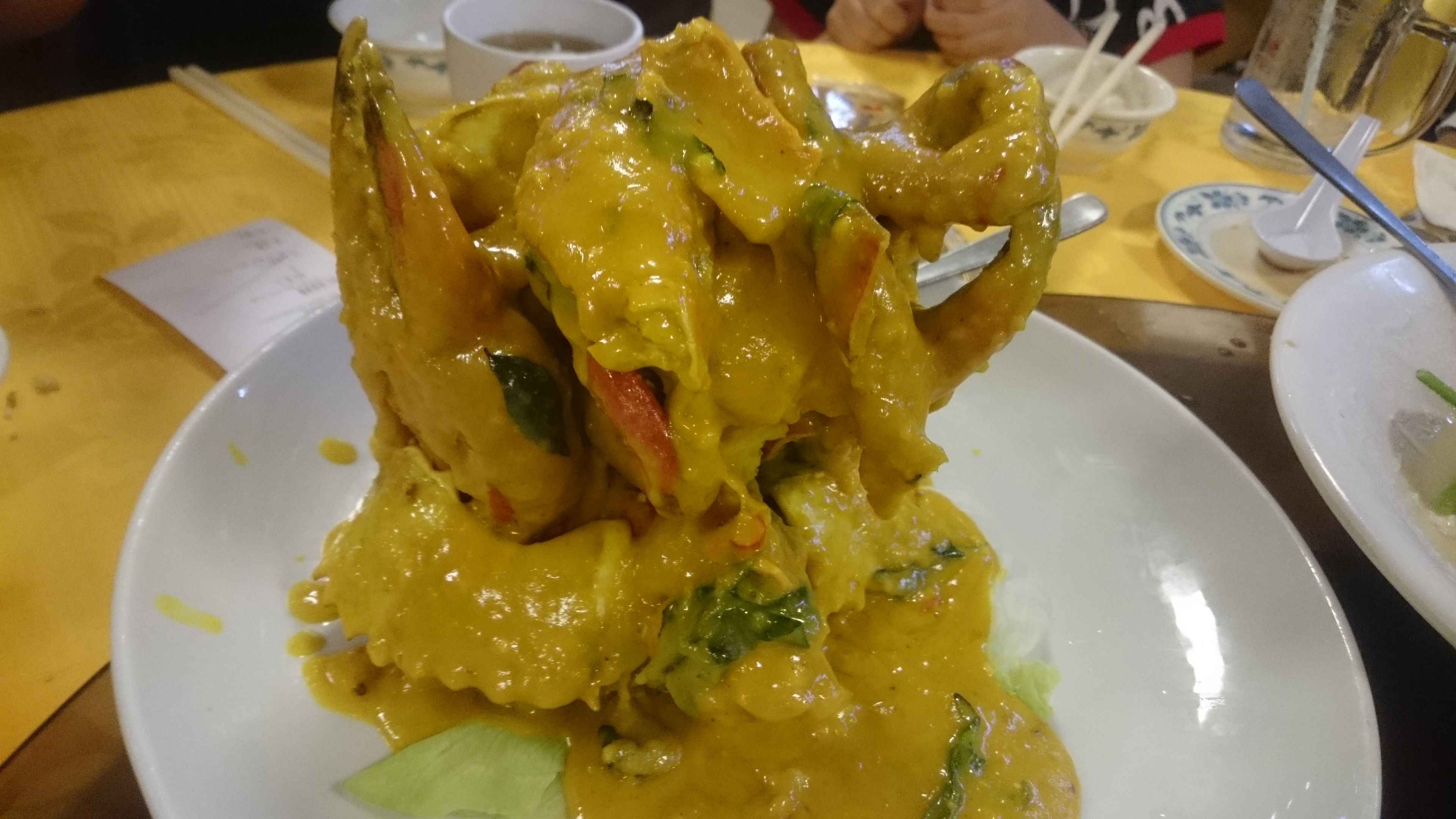
シンガポール料理のカニカレー
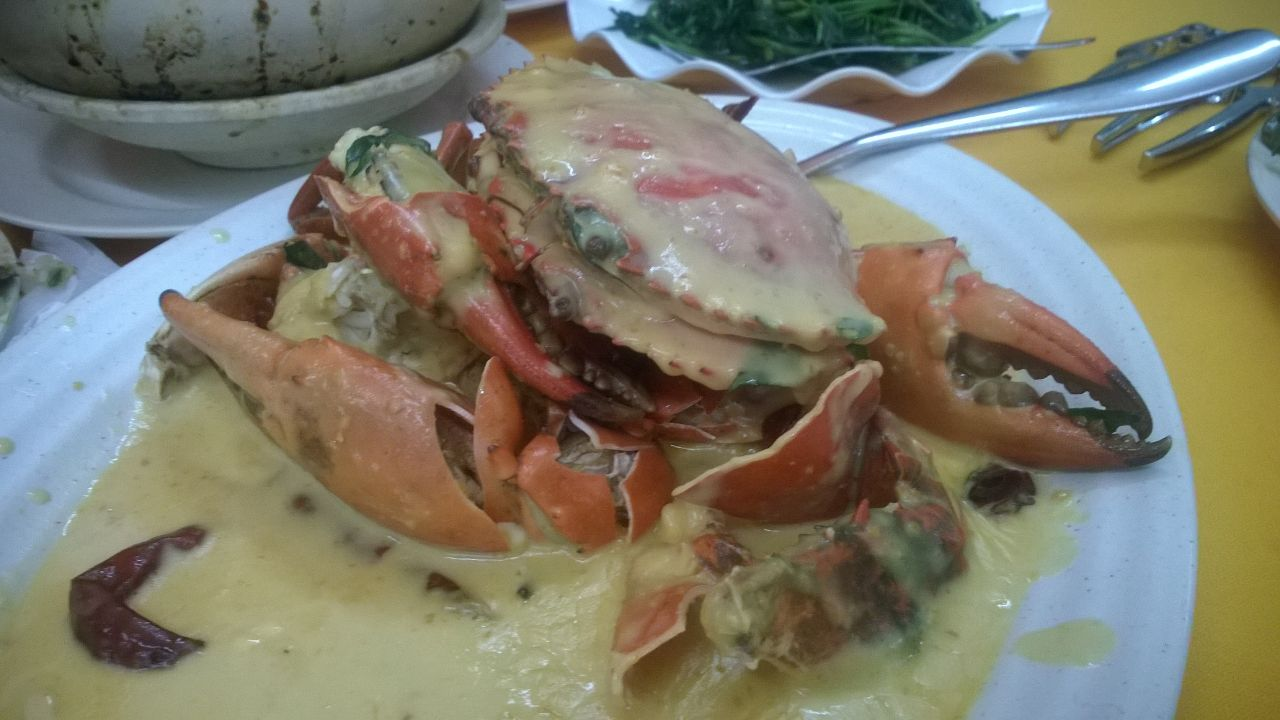
ベトナム料理のカニカレー
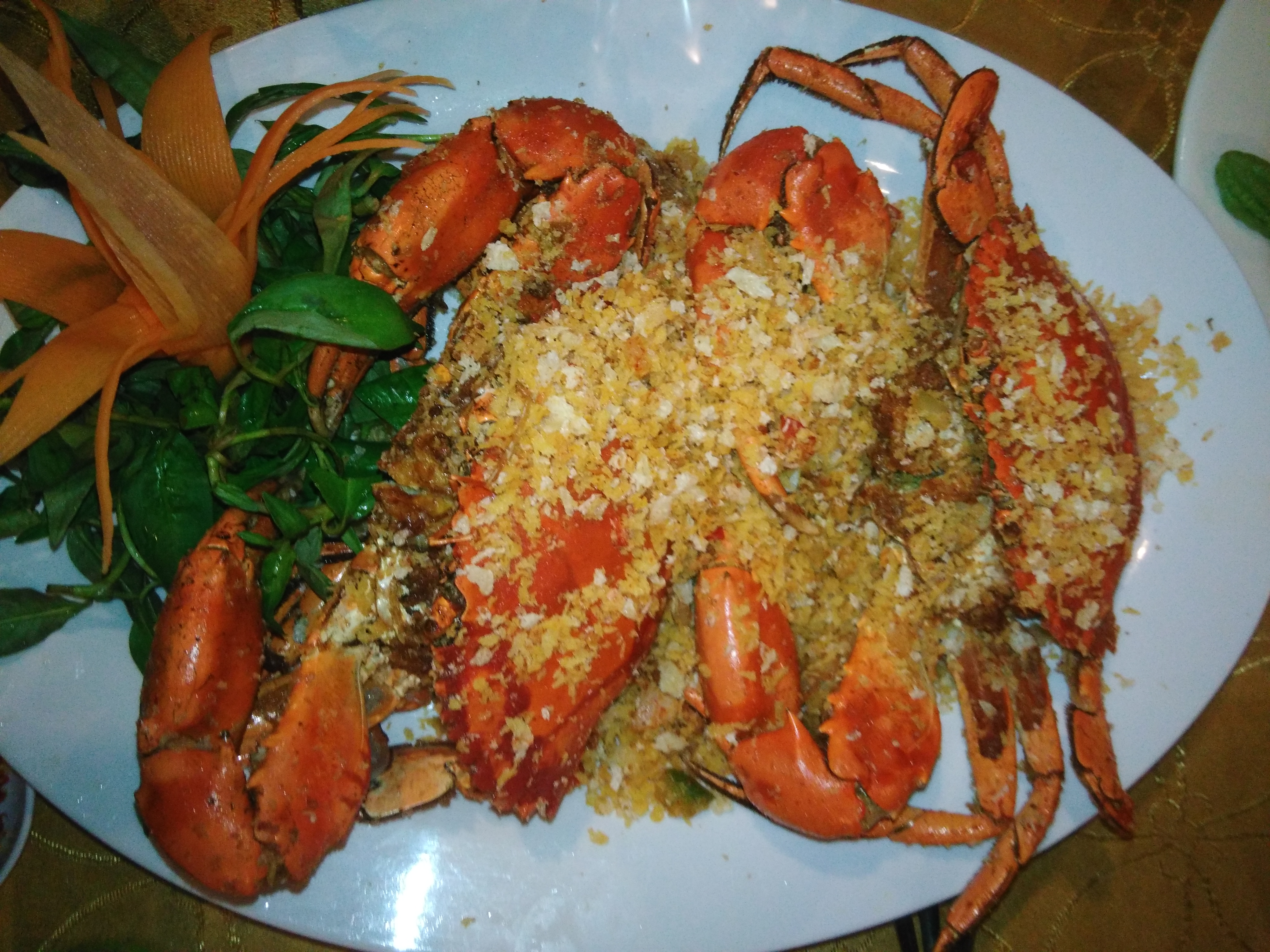
ベトナム料理のカニ揚げ
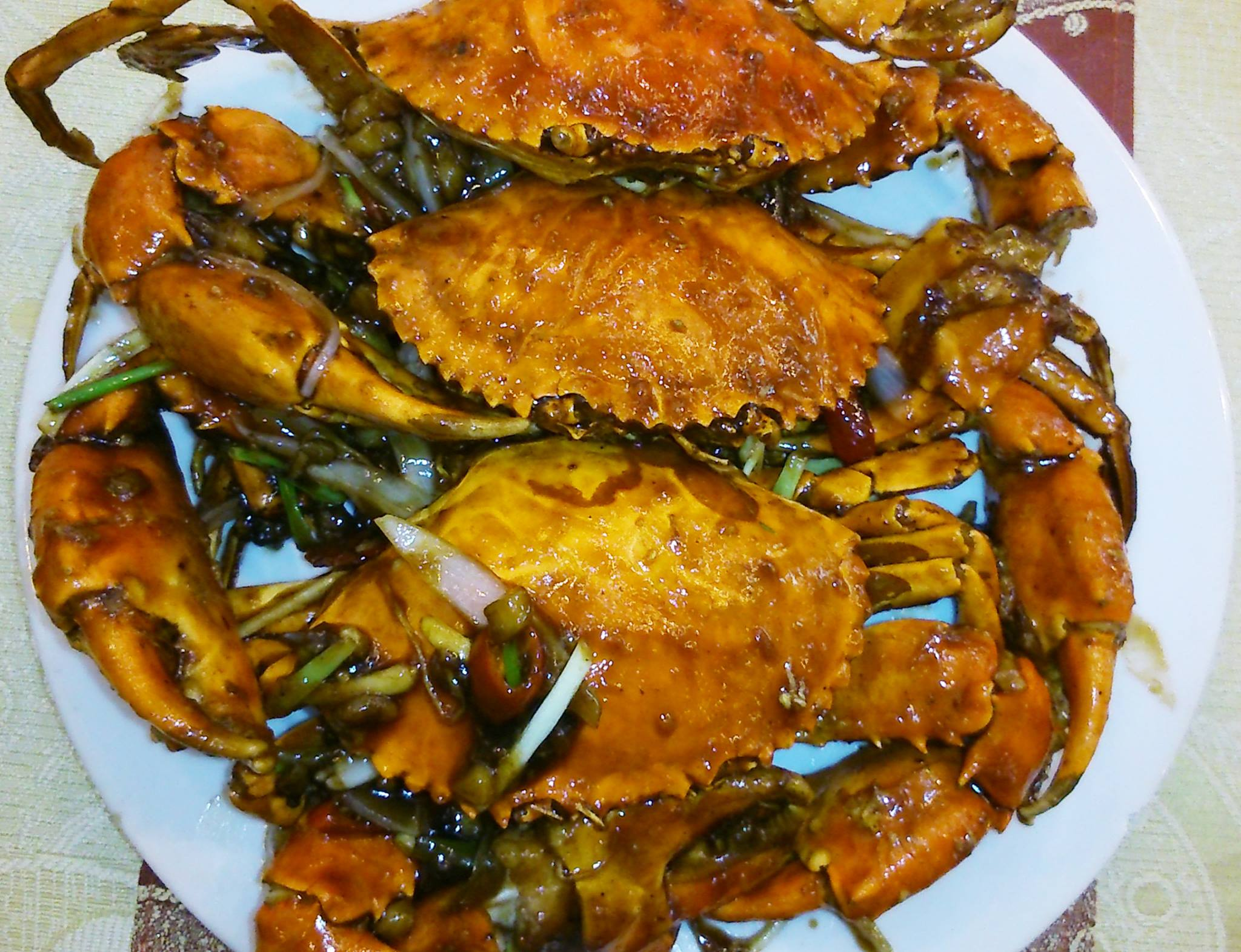
ベトナム料理のカニ漬け
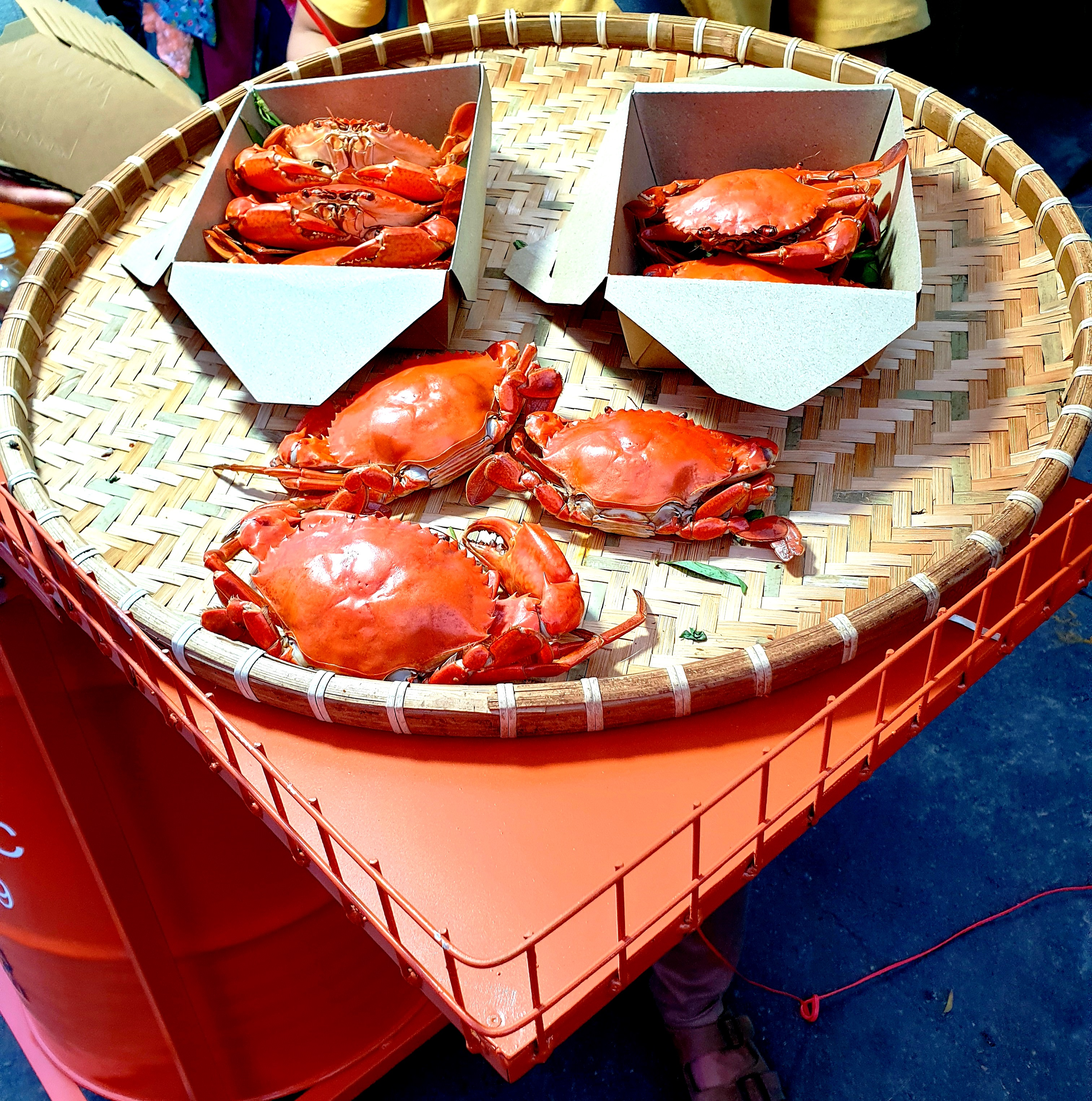
ベトナム料理のカニ干し
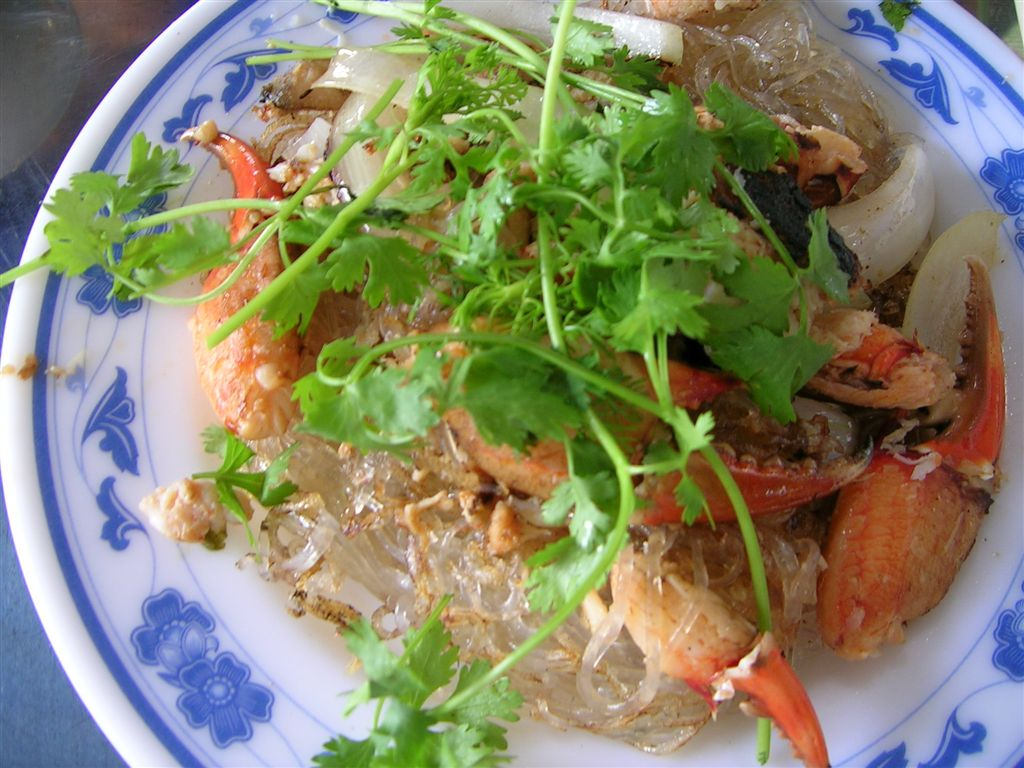
ベトナム料理のカニフォ
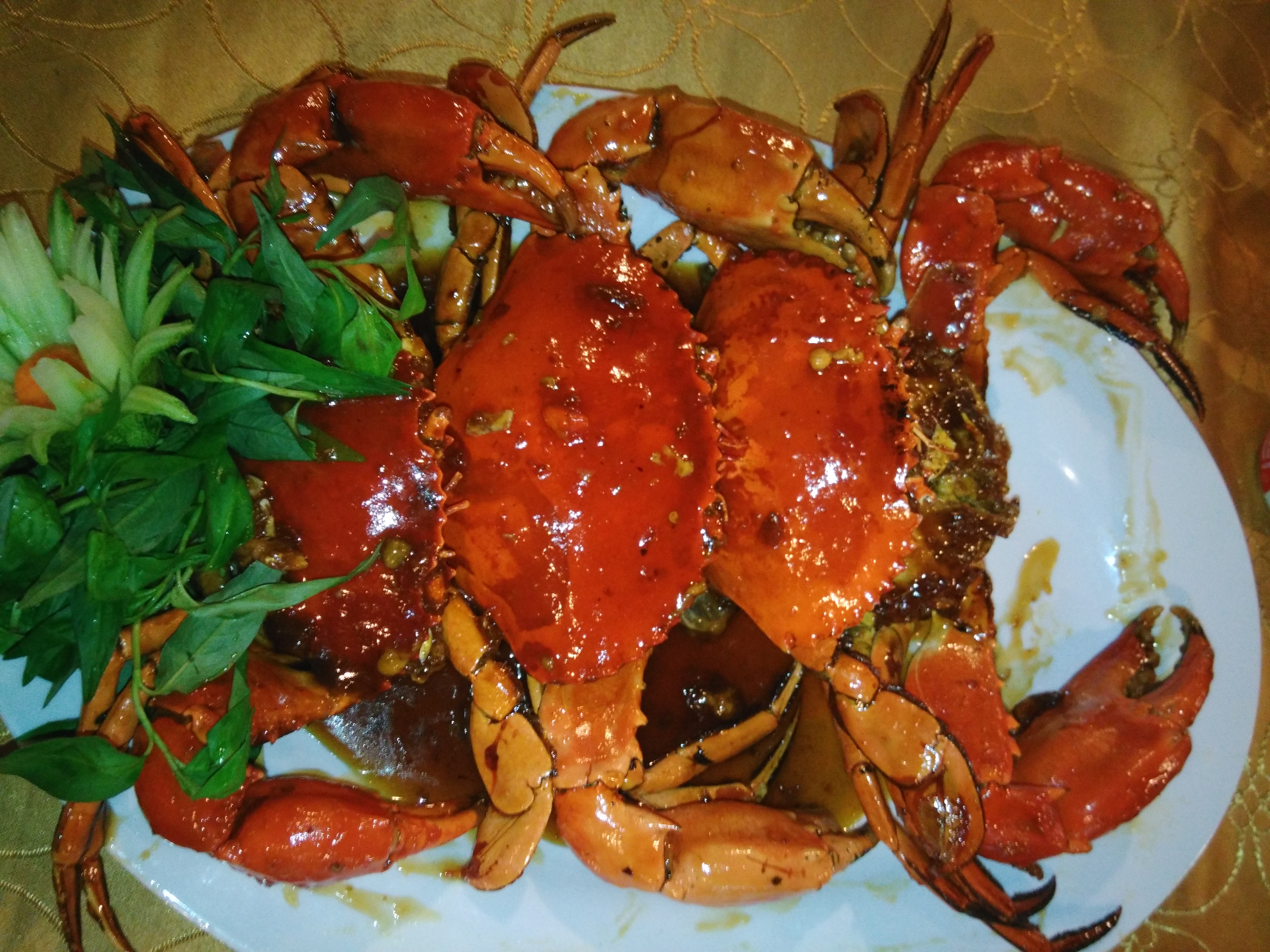
ベトナム料理のカニ醤油炒め

## 文化
石垣島の民謡「アンパルヌミダガーマユンタ」は名蔵アンパルに生息するカニ類を唄ったもので、歌中に登場する「ガーシメカン」はノコギリガザミを指す。